# Focas de Sinope
Focas de Sinope (Sinope, s. III - Sinope, 303) también conocido como Focas el Jardinero, Focas el Hortelano o Fokas, fue un jardinero de la región romana de Paflagonia (hoy Turquía), martirizado en tiempos del emperador Diocleciano. Es venerado como santo por la Iglesia católica y la ortodoxa oriental, en algunos días del calendario, siendo el 5 de marzo el día estándarizado.
Existe la posibilidad de que su vida sea la fusión de tres relatos de personas distintas, con el mismo nombre: Focas de Antioquía, Focas, obispo de Sinope, y Focas el Jardinero.

## Hagiografía
Según la tradición, Focas nació en el siglo III, en Sinope la región de Paflagonia, en Anatolia, entonces regida por Roma. Probablemente vivió en la época de regencia de Diocleciano.
La tradición cristiana afirma que fue un jardinero de profesión, en su natal Sinope, al sur del Mar Negro, y que se valía de sus habilidades para producir buenas cosechas, para alimentar a los pobres, y también ayudó a los cristianos perseguidos. 
Durante las persecuciones de Diocleciano, proporcionó hospitalidad a los soldados que fueron enviados a ejecutarlo. Los soldados, sin saber que su anfitrión era su víctima, aceptaron su hospitalidad. Focas también se ofreció a ayudarles a encontrar a la persona que buscaban.
Cuando los soldados dormían, Focas cavó su propia tumba y rezó con fervor. Por la mañana, cuando los soldados despertaron, Focas reveló su identidad.
Los soldados vacilaron y le ofrecieron informar a su jefe que su búsqueda había sido infructuosa. Focas rechazó la oferta y mostró su cuello. Luego fue decapitado y enterrado en la tumba que había cavado para sí mismo, en el 303, en Sinope.

## Onomástico y Culto público
Su fiesta se celebra los días 5 de marzo, 14 de julio, 23 de julio, y 22 de septiembre. El día 5 de marzo aparece como Focas de Antioquía; el día 14 de julio se conmemora el traslado de sus reliquias, y el 22 de septiembre, excepcionalmente, porque aparece en algunos calendarios.

### Patronazgo
Se le considera patrono deː
- Barqueros
- Granjeros
- Agricultores
- Jardineros
- Labradores
- Marineros
- Navegantes
- Pescadores
- Viveros

Como patrono de estos oficios también se le reconoce como protector contraː
- Picadura de insectos
- Envenenamiento
- Mordedura de serpientes